# Latarnia morska Lismore
Latarnia morska Lismore – latarnia morska położona na wysepce Eilean Musdile na południowym wschodzie od wyspy Lismore w centralnej części Loch Linnhe, na wprost od wejścia cieśniny Sound of Mull. Latarnia wraz z sąsiadującymi budynkami została wpisana w 1971 roku na listę zabytków kategorii A Historic Scotland pod numerem 12360. Obiekt znajduje się także na liście Royal Commission on the Ancient and Historical Monuments of Scotland pod numerem NM73NE 5.
Decyzję o budowie latarni w tej lokalizacji podjęto w końcu lat dwudziestych XIX wieku. W tym celu Northern Lighthouse Board zakupiło w 1830 roku, od właściciela Charlesa Campbella, wysepkę  Mansedale o powierzchni około 10 akrów. Budowa latarni została powierzona Jamesowi Smithowi z Inverness i trwała przez trzy lata. Latarnia rozpoczęła pracę w październiku 1833 roku. 
Latarnia została zautomatyzowana w 1965 roku i obecnie jest nadzorowana z portu w Oban.